# Duché de Soria

Armes de Bertrand du Guesclin, 1er duc de Molina et Soria.

Armes des duchés octroyés aux Bourbons d'Espagne (Séville, Cadix, Santa Elena, Marchena, etc.)

Le duché de Soria est un titre nobiliaire espagnol créé par deux fois.
La première fois, il a été attribué par Henri II de Castille en 1370 à Bertrand du Guesclin, étant un des titres nobiliaires espagnols héréditaires les plus anciens ; il revint à la Couronne en 1375 en échange de 240 000 doblas.
Postérieurement, il fut créé par Juan de Bourbon pendant son exil pour sa fille Margarita, infante d'Espagne et duchesse d'Hernani, bien que le titre ne fut pas légitimé jusqu'au 23 juin 1981, par son frère le roi Juan Carlos Ier. Le titre, étant un des titres de la maison royale, a un caractère viager, et une fois que sa titulaire décèdera, il reviendra à nouveau à la Couronne.

## Ducs de Soria
|                                                 | Titulaire                                  | Période                                    |
| Première création par Henri II de Castille      | Première création par Henri II de Castille | Première création par Henri II de Castille |
| ----------------------------------------------- | ------------------------------------------ | ------------------------------------------ |
| I                                               | Bertrand du Guesclin                       | 1370-1375                                  |
| Deuxième création par Juan Carlos Ier d'Espagne |                                            |                                            |
| I                                               | Margarita de Borbón y Borbón-Dos Sicilias  | 1981-                                      |